# Auwi Geyer
August-Wilhelm „Auwi“ Geyer (* 30. März 1957 in Pfaffenhofen an der Ilm) ist ein deutscher Jazzmusiker (Posaune); er leitet die Musikschule Pfaffenhofen.
Geyer wurde durch das gemeinschaftliche Musizieren im Elternhaus früh geprägt. Sein Vater spielte Posaune und war als Amateurmusiker in verschiedenen Formationen aktiv. Mit acht Jahren erhielt er Klavierunterricht, und mit 13 Jahren kam die Posaune dazu. Er studierte am Richard-Strauss-Konservatorium München; er nahm zusätzlich Unterricht bei Erik van Lier und Al Porcino. Er arbeitete in den Bigbands von Max Greger, Dusko Goykovich, Al Porcino, Hugo Strasser und Thilo Wolf. Er ist auf Alben von Harald Rüschenbaum, Al Porcino und dem Peter Thomas Sound Orchestra sowie als Begleiter von Manfred Krug & Charles Brauer zu hören. Aktuell tritt er mit dem Odeon Tanzorchester und im Posaunenquartett 4Trombones auf.

## Lexikalischer Eintrag
- Jürgen Wölfer: Jazz in Deutschland. Das Lexikon. Alle Musiker und Plattenfirmen von 1920 bis heute. Hannibal, Höfen 2008, ISBN 978-3-85445-274-4.